# Saltreaktor
En saltreaktor (på engelsk molten salt reactor eller MSR ) er en type fissionsreaktor, hvori reaktoren nedkøles med smeltet salt. Kun to saltreaktorer har nogensinde været i drift, begge amerikanske forskningsreaktorer bygget på Oak Ridge National Laboratory: I 1950'erne gennemførte amerikanerne Aircraft Reactor Experiment, hvor man søgte at bygge en reaktor, som kunne bruges som flymotor, mens deres Molten-Salt Reactor Experiment fra 1960'erne havde til formål at udvikle et atomkraftværk, som brugte thorium som brændsel i en formeringsreaktor. Nyere forskning i fjerdegenerations-reaktordesign har øget interessen for teknologien, og flere lande har iværksat saltreaktorprojekter. I september 2021 var Kina på nippet til at starte sin TMSR-LF1 thorium MSR. 
Saltreaktorer anses for sikrere end konventionelle reaktorer, fordi de arbejder med brændstof, der allerede er i smeltet tilstand, så at brændstofblandingen i en nødsituation kan drænes væk fra kernen og ned i beholdere, hvor den vil størkne. Dette forhindrer ukontrolleret kernenedsmeltning og tilhørende brinteksplosioner, der er en risiko i konventionelle fastbrændsels-reaktorer, og som lå bag Fukushima-atomkatastrofen. En saltreaktor arbejder ved eller tæt på atmosfærisk tryk, i stedet for de 75-150 gange atmosfærisk tryk, som kræves i en typisk letvandsreaktor (LWR), hvilket mindsker behovet for denne reaktortypes store, dyre trykbeholdere. En anden fordel ved MSR'er er, at de gasformige fissionsprodukter, xenon og krypton, ikke opløses i brændselssaltet, men frigives som bobler, så man undgår gradvist at øge trykket inde i brændselsstavene, som det sker i konventionelle reaktorer med fast brændsel. MSR'er kan også optankes, mens de er i drift, mens konventionelle reaktorer skal lukkes ned for påfyldning af ny brændsel.
En yderligere nøgleegenskab ved saltreaktorer er deres driftstemperatur på omkring 700 °C, som er betydeligt højere end traditionelle LWR'er, der arbejder ved omkring 300 °C. Dette fører til større effektivitet i elproduktionen, mulighed for netlagerfaciliteter, økonomisk brintproduktion og i nogle tilfælde mulighed for udnyttelse af procesvarme. Man må i design af saltreaktorer håndtere udfordringer med korrosivitet og skiftende kemisk sammensætning af det varme salt, når det transmuteres af neutronerne i reaktorkernen.
Saltreaktorer indebærer således en række fordele i forhold til konventionelle atomkraftværker.

## Verden rundt
I en række lande, heriblandt Danmark, arbejdes der i årene omkring 2020 med udvikling af saltreaktorer.

### Kina
Kina har i årene 2011-2021 brugt omkring 3 milliarder yuan (500 millioner USD) på et thorium-forskningsprojekt.  En 100 MW prototype fastbrændselreaktor (TMSR-SF), baseret på pebble bed teknologi, var tiltænkt at være klar i 2024. En 10 MW pilotreaktor og en større prototype med flydende brændstof (TMSR-LF) var planlagt til henholdsvis 2024 og 2035.  Kineserne fremskyndede imidlertid arbejdet, og planlagde inden 2020 at færdiggøre to underjordiske 12 MW reaktorer ved Wuwei forskningscentret,  idet man startede med en 2 MW TMSR-LF1 prototype. Projektet søgte også at afprøve nye korrosionsbestandige materialer. I 2017 udviklede Shanghai Institute of Applied Physics en NiMo-SiC-legering til brug i saltreaktorer. 
I september 2021 påbegyndte prototypen i Wuwei strømproduktion fra thorium og leverer energi til omkring 1.000 hjem. Det er verdens første nukleare saltreaktor, efter 1960'ernes amerikanske Oak Ridge-projekt. Efterfølgeren på 100 MW forventes at være 3 meter høj og 2,5 meter bred og i stand til at levere energi til 100.000 hjem.
Yderligere arbejde med kommercielle reaktorer skal være færdig i 2030. Den kinesiske regering planlægger at bygge sådanne reaktorer i øde egne i det vestlige Kina, samt i op til 30 andre lande, der er med i Kinas One Belt, One Road-initiativ.
I 2022 fik Shanghai Institute of Applied Physics (SINAP) godkendelse af ministeriet for økologi og miljø til at idriftsætte en eksperimentel thorium-drevet saltreaktor.

### Danmark
Copenhagen Atomics er en dansk saltteknologivirksomhed, der udvikler saltreaktorer, der kan massefremstilles. Reaktortypen Copenhagen Atomics Waste Burner er en enkeltvæske, tungtvandsmodereret, fluoridbaseret, termisk spektrum og autonomt styret saltreaktor, som er designet til at kunne rummes i en 40-fods container. Tungtvandsmoderatoren er termisk isoleret fra saltet og drænes løbende og afkøles til under 50 °C . En smeltet lithium-7 deuteroxid (7LiOD) moderatorversion er også ved at blive undersøgt. Reaktoren udnytter thorium-brændselskredsløbet ved at bruge separeret plutonium fra brugt atombrændsel til den første generation af reaktorer, for senere at overgå til en thorium-formeringsreaktor.  Copenhagen Atomics udvikler og afprøver ventiler, pumper, varmevekslere, målesystemer, saltkemi og rensningssystemer, samt styresystemer og software til smeltet saltteknologi.
Seaborg Technologies arbejder med at udvikle kernen til en kompakt saltreaktor (CMSR). CMSR er en højtemperatur, enkeltsalt, termisk MSR designet til at anvende kommercielt tilgængeligt lavberiget uran. CMSR-designet er modulopbygget og bruger en proprietær NaOH-moderator. Reaktorkernen anslås at skulle udskiftes hvert tolvte år. Under drift vil brændslet ikke blive udskiftet og vil brænde i hele reaktorens levetid. Den første version af Seaborg-kernen skal kunne producere 250 MW th effekt og 100 MW e effekt. Som kraftværk vil CMSR være i stand til at levere el, rent vand og varme og køling til omkring 200.000 husstande.